# Hemigrammus
Hemigrammus – rodzaj ryb kąsaczowatych (Characidae), obejmujący około 50 gatunków, występujących w Ameryce Południowej. W języku polskim określane są nazwą zwinniki.
Niektóre gatunki mają znaczenie jako ryby akwariowe. W akwarium są bardzo zwinne, pływają szybko. Kształt ciała zwykle jest wydłużony. Są wszystkożerne.

## Klasyfikacja
Gatunki zaliczane do tego rodzaju:
| - Hemigrammus aereus - Hemigrammus analis - Hemigrammus arua - Hemigrammus barrigonae - Hemigrammus bellottii - Hemigrammus boesemani - Hemigrammus brevis - Hemigrammus coeruleus - Hemigrammus cupreus - Hemigrammus cylindricus - Hemigrammus diagonicus - Hemigrammus elegans - Hemigrammus erythrozonus – zwinnik jarzeniec - Hemigrammus filamentosus - Hemigrammus geisleri - Hemigrammus gracilis – bystrzyk gujański, bystrzyk jarzeniec - Hemigrammus guyanensis - Hemigrammus haraldi - Hemigrammus hyanuary – zwinnik Costello, zwinnik zielony, neon zielony - Hemigrammus iota - Hemigrammus levis – zwinnik srebrzystopręgi - Hemigrammus luelingi - Hemigrammus lunatus - Hemigrammus mahnerti - Hemigrammus marginatus – zwinnik obrzeżony - Hemigrammus matei | - Hemigrammus maxillaris - Hemigrammus megaceps - Hemigrammus melanochrous - Hemigrammus micropterus - Hemigrammus microstomus - Hemigrammus mimus - Hemigrammus neptunus - Hemigrammus newboldi - Hemigrammus ocellifer – zwinnik latarnik - Hemigrammus ora - Hemigrammus orthus - Hemigrammus parana - Hemigrammus pretoensis - Hemigrammus pulcher – zwinnik nadobny, bystrzyk nadobny - Hemigrammus rodwayi – zwinnik Armstronga, zwinnik mosiężny, zwinnik złoty - Hemigrammus schmardae - Hemigrammus silimoni - Hemigrammus skolioplatus - Hemigrammus stictus - Hemigrammus taphorni - Hemigrammus tocantinsi - Hemigrammus tridens - Hemigrammus ulreyi – zwinnik Ulreya - Hemigrammus unilineatus – bystrzyk jednopręgi, zwinnik jednopręgi - Hemigrammus vorderwinkleri - Hemigrammus yinyang |

Gatunkiem typowym jest Poecilurichthys unilineatus (H. unilineatus).

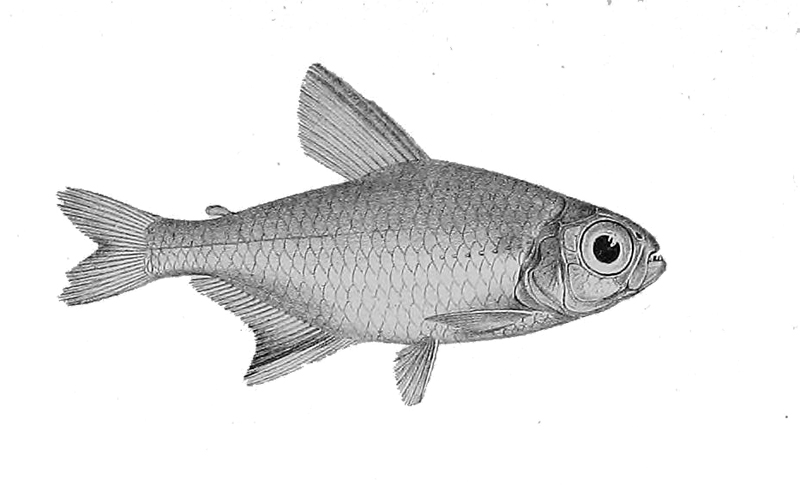
Hemigrammus elegans
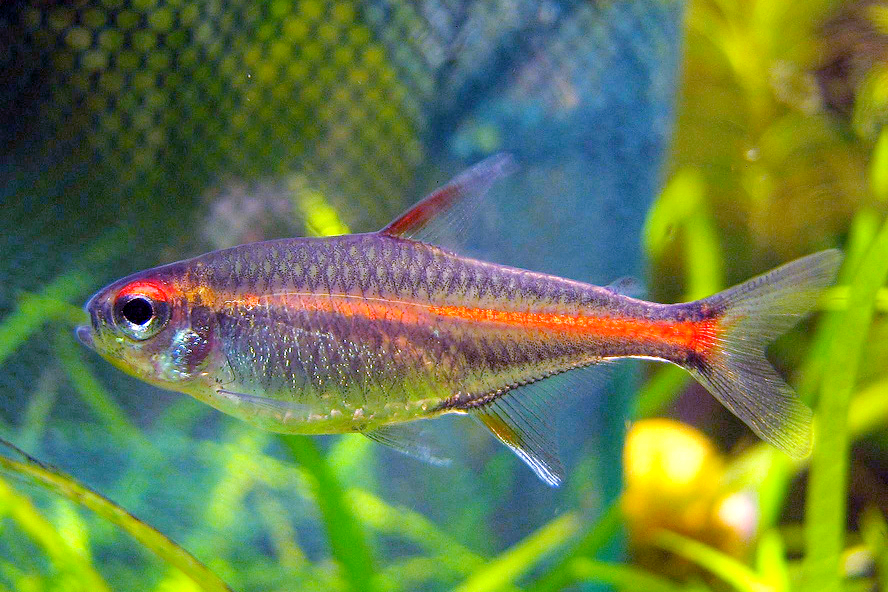
Hemigrammus erythrozonus
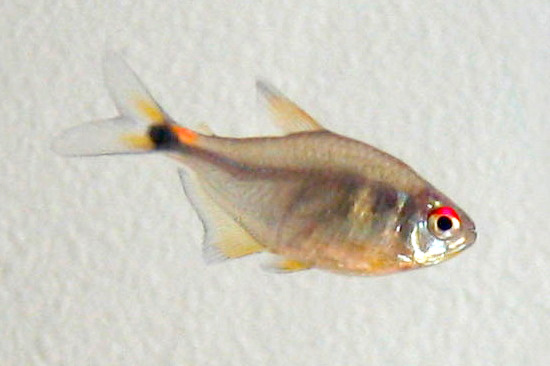
Hemigrammus ocellifer
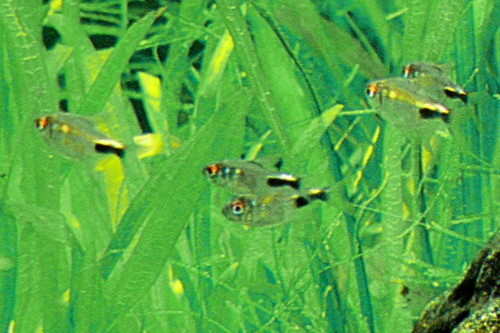
Hemigrammus pulcher
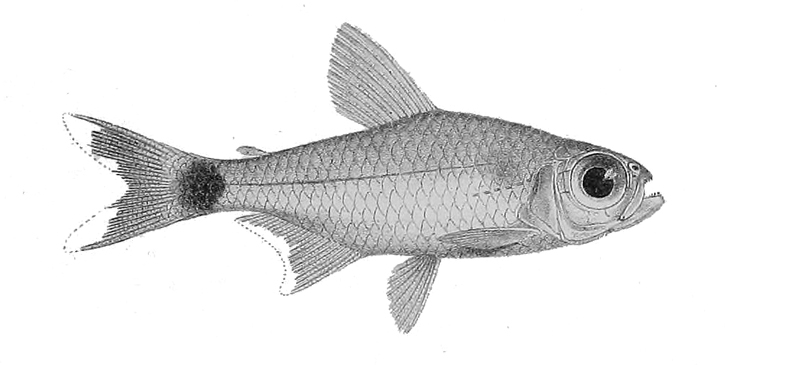
Hemigrammus schmardae
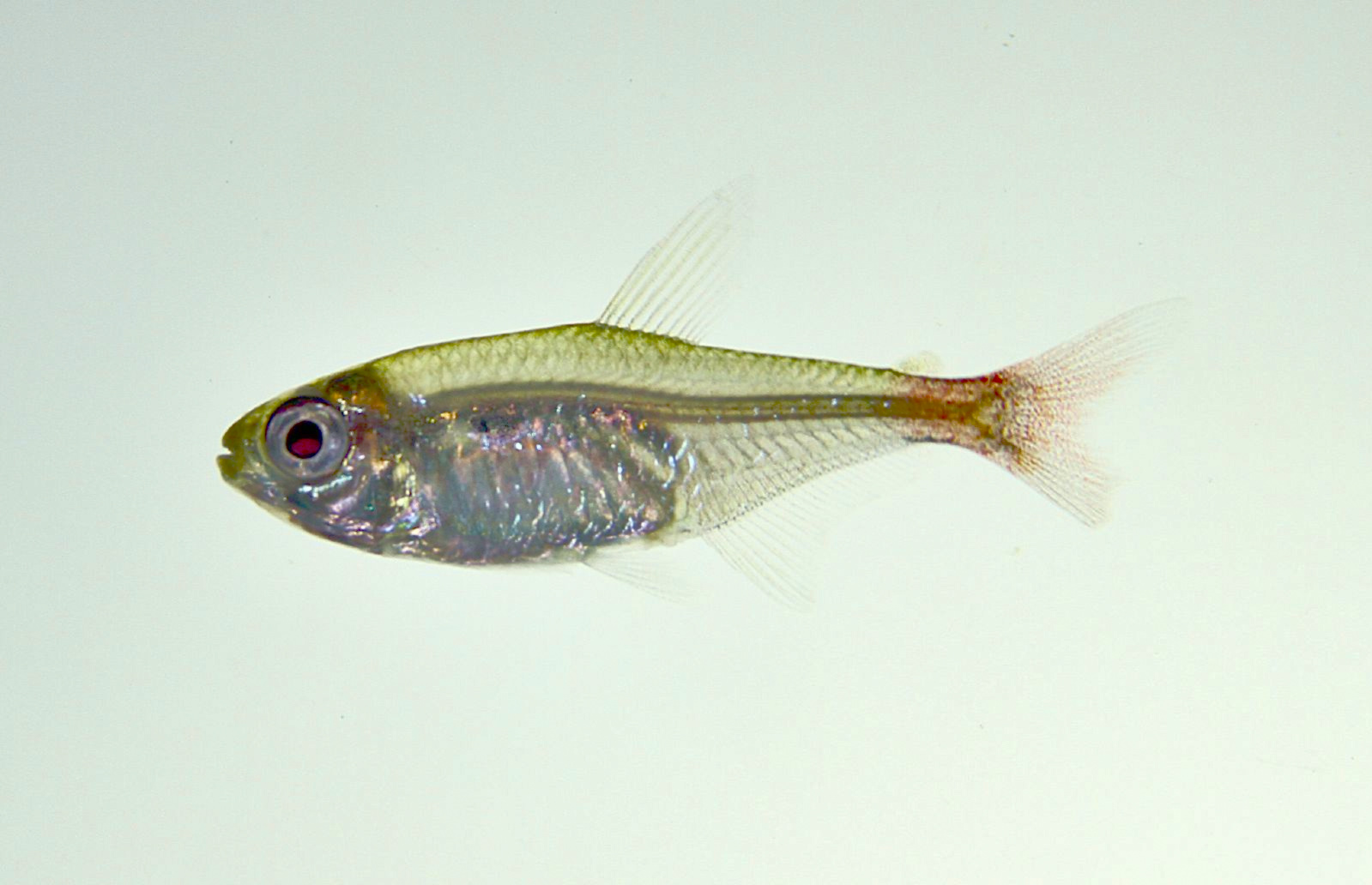
Hemigrammus stictus
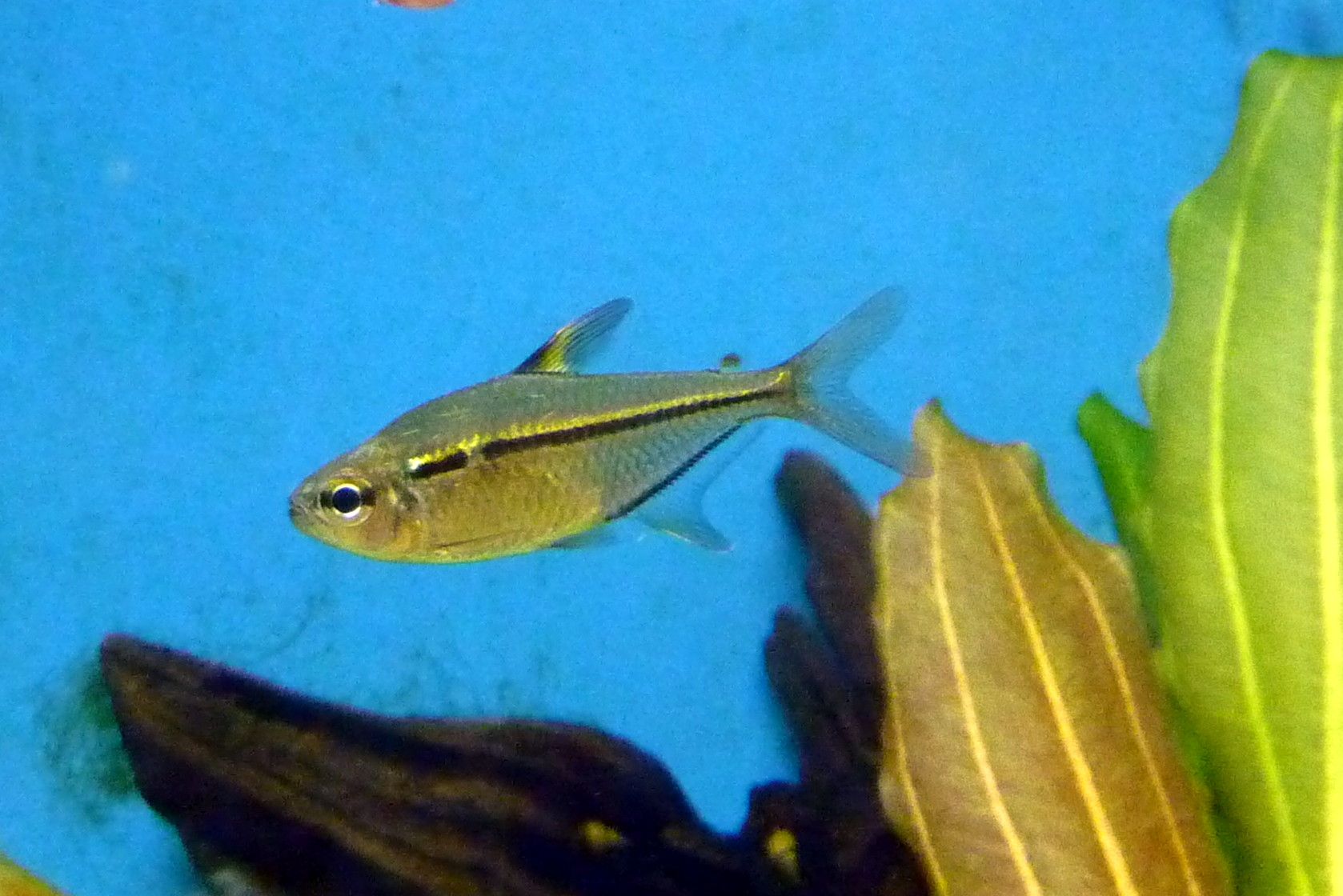
Hemigrammus ulreyi